# Castellers de Castellar del Vallès
Els Castellers de Castellar del Vallès, coneguts com els capgirats, són una colla castellera de Castellar del Vallès, al Vallès Occidental, fundada el març del 2013 i acceptada per la Coordinadora de Colles Castelleres de Catalunya al mes de juny del 2013.
Al mes de març del 2013 es va fer una crida als mitjans locals i es va realitzar la primera assemblea informativa. En poc temps es va constituir una Junta Directiva i una Junta Tècnica de manera temporal i es va començar a assajar primer a l'Escola Bonavista i després a l'Espai Tolrà. Juntament amb els seus padrins els Castellers de Sabadell i els Castellers de Caldes de Montbui, es va impulsar la nova Associació i la colla va ser acceptada per la Coordinadora de Colles Castelleres de Catalunya el 3 de juny del 2013.
El 27 d'abril del 2014 la colla celebrà el seu bateig, en una actuació en què es va descargar el 3 de 6, el 4 de 6, el 3 de 6 amb l'agulla i tres pilars de 4 simultanis. L'11 de novembre de 2018 van realitzar la millor diada de la seva història amb el 4 de 7, 3 de 7, 5 de 6, pilar de 5 a Caldes de Montbui en motiu de la diada dels Castellers de Caldes.